# إيليين غيل دي بلانك
إيليين غيل دي بلانك (بالإنجليزية: E. Gail de Planque)‏ (تعرف أيَا باسم إيلين غيل دي بلانك بورك؛ 1944 – 8 سبتمبر 2010) كانت فيزيائية نووية أمريكية و خبيرة في قياس الإشعاع البيئي، كانت أول امرأة وأول فيزيائية في مجال الصحة تصبح مفوضة في اللجنة التنظيمية النووية لحكومة الولايات المتحدة الأمريكية(NRC). شملت مناطق معرفتها التقنية الإشعاع البيئي، مراقبة المنشآت النووية، قياس الجرعات للأشخاص، الوقاية من الإشعاع، الانتقال الإشعاعي وقياس جرعات الجوامد.

## حياتها المهنية
ولدت في نيو جيرسي وتربت في ماريلاند، حصلت بلانك على شهادة البكالوريوس في الرياضيات من جامعة إماكولاتا عام 1973، وكذلك على شهادة الماجستير من كلية نيوارك للهندسة في اختصاص الفيزياء عام 1973، وعلى شهادة الدكتوراه من جامعة نيويورك في اختصاص الصحة البيئية عام 1983. عملت بلانك كفيزيائية منذ عام 1967 وحتى عام 1982 في هيئة الطاقة الذرية. انضمت بلانك إلى مختبر القياسات البيئية التابع لوزارة الطاقة الأمريكية بمنصب نائبة المدير عام 1982، ومن ثم ترقت إلى منصب المدير بعد 5 سنوات. كانت عضوة في اللجنة التنظيمية النووية منذ 1991-1995. وفي عام 1997 ترأست بلانك لجنة التخطيط، احتفالية نساء في الهندسة، والتي انشأت مؤتمرات شجعت النساء على اختيار مهنهم في الهندسة وشملت تطوير موقع أنجنيير غرل.
كانت بلانك عضوة في الأكاديمية الوطنية للهندسة، زميلة في الجمعية النووية الأمريكية والرابطة الأمريكية لتقدم العلوم، كذلك رابطة نساء في العلم، والمجلس الوطني للحماية من الإشعاع والقياسات. شغلت بلانك منصب رئيسة الجمعية النووية الأمريكية (1988-1989)، و جمعية فيزياء الصحة؛ وكذلك رئيسة مشاركة للجنة المقارنة الدولية للمقاييس البيئية. في أواخر السبعينات، كانت بلانك مبعوثة خبيرة للولايات المتحدة الأمريكية إلى اللجنة الدولية لتطوير المقياس العالمي لقياس جرعات التألق الحراري.

## الحياة الشخصية
كانت بلانك متزوجة من فرانك بروك. عاشت في مدينة نيويورك، و بوتوماك، ماريلاند. وتوفيت بلانك في عام 2010.

## الجوائز
حصلت بلانك على عدة جوائز لمساهماتها المتنوعة، مثل كتابة أكثر من 70 منشورًا علميًا، وقد القت عدة محاضرات عالمية عن العلم ومشاكل السياسة، وقيادتها في تطويلا المعايير العالمية المتعلقة بقياس جرع التألق الحراري.
- 1990، جائزة نساء الإنجازات في الطاقة[5]
- 1991، جائزة المرأة العالمة البارزة للسنة
- 2003، جائزة هنري ديوولف سميث لإدارة الشؤون النووية
- 2004، مقلَّدون لقب نساء في التكنولوجيا في قاعة المشاهير الدولية.